# Championnat du Ghana de football 1972
Navigation
Saison précédente Saison suivante
La saison 1972 du Championnat du Ghana de football est la quatorzième édition de la première division au Ghana, la Premier League. Les douze meilleures équipes du pays sont regroupées au sein d'une poule unique où elles s'affrontent deux fois, à domicile et à l'extérieur. En fin de saison, pour permettre le passage à 14 équipes, les deux derniers du classement sont relégués et remplacés par les quatre meilleurs clubs de deuxième division.
C'est le club d'Asante Kotoko qui est sacré cette saison après avoir terminé en tête du classement final, avec quatre points d'avance sur Bofoakwa Tano FC et sept sur le tenant du titre, Hearts of Oak SC. C'est le septième titre de champion du Ghana de l'histoire du club.

## Les clubs participants
| - Hearts of Oak SC - Great Olympics - Susu Biribi FC - Mysterious Dwarfs - Sekondi Hasaacas - Eleven Wise | - Akotex FC - Venomous Vipers - Cornerstones Kumasi - Asante Kotoko - Brong Ahafo United - Bofoakwa Tano FC |

## Compétition
Le barème de points servant à établir le classement se décompose ainsi :
- Victoire : 2 points
- Match nul : 1 point
- Défaite : 0 point

### Classement
| Rang | Équipe              | Pts | J  | G  | N  | P  | Bp | Bc | Diff |
| ---- | ------------------- | --- | -- | -- | -- | -- | -- | -- | ---- |
| 1    | Asante Kotoko       | 32  | 22 | 11 | 10 | 1  | 33 | 16 | +17  |
| 2    | Bofoakwa Tano FC    | 28  | 21 | 11 | 6  | 4  | 39 | 26 | +13  |
| 3    | Hearts of Oak SCT   | 25  | 20 | 9  | 7  | 4  | 24 | 10 | +14  |
| 4    | Cornerstones Kumasi | 24  | 22 | 8  | 8  | 6  | 22 | 21 | +1   |
| 5    | Great Olympics      | 21  | 21 | 8  | 5  | 9  | 28 | 18 | +10  |
| 6    | Eleven Wise         | 21  | 21 | 7  | 7  | 7  | 26 | 21 | +5   |
| 7    | Akotex FC           | 21  | 20 | 9  | 3  | 8  | 24 | 24 | 0    |
| 8    | Mysterious Dwarfs   | 21  | 22 | 6  | 9  | 7  | 19 | 18 | +1   |
| 9    | Brong Ahafo United  | 18  | 22 | 5  | 8  | 9  | 17 | 27 | -10  |
| 10   | Susu Biribi FC      | 17  | 22 | 6  | 5  | 11 | 23 | 24 | -1   |
| 11   | Sekondi Hasaacas    | 15  | 22 | 3  | 9  | 10 | 19 | 30 | -11  |
| 12   | Venomous Vipers     | 10  | 22 | 2  | 6  | 14 | 15 | 37 | -22  |

|  | Qualification pour la Coupe des clubs champions africains 1973 |
|  | Relégation directe en deuxième division                        |
|  | T : Tenant du titre P : Promu de deuxième division             |

## Bilan de la saison
| Championnat du Ghana de football 1972    |                          |
| Champion                                 | Asante Kotoko (6e titre) |
| Coupes et trophées                       |                          |
| Vainqueur de la Coupe du Ghana 1972      | Non disputée             |
| Qualifications continentales             |                          |
| Coupe des clubs champions africains 1973 | Asante Kotoko            |
| Promotions et relégations                |                          |
| Promus en Premier League                 | Highlanders FC           |
| Promus en Premier League                 | Volta United             |
| Promus en Premier League                 | Northern United          |
| Promus en Premier League                 | Fankobaa Swedru          |
| Relégués en Second League                | Sekondi Hasaacas         |
| Relégués en Second League                | Venomous Vipers          |